# Lloyd Chitembwe
Lloyd Chitembwe (ur. 21 czerwca 1971) - były zimbabwejski piłkarz grający na pozycji obrońcy.

## Kariera klubowa
Karierę piłkarską Chitembwe rozpoczął w klubie CAPS United Harare. W 1992 roku zadebiutował w jego barwach w zimbabwejskiej Premier League. W 1992 roku zdobył z nim Puchar Zimbabwe, a także Puchar Niepodległości Zimbabwe (sięgnął po niego także w 1993 roku). W 1994 roku Chitembwe przeszedł do Radomiaka Radom i przez rok grał w drugiej lidze polskiej. W połowie 1995 roku wrócił do CAPS United, a w latach 1996-1999 występował w Black Aces FC.
W 1999 roku Chitembwe odszedł do południowoafrykańskiego Hellenic FC z Kapsztadu. Następnie co roku zmieniał klub w RPA i grał w: Dynamos Polokwane i Black Leopards. W 2002 roku wrócił do Zimbabwe, do CAPS United. W nim dwukrotnie wywalczył mistrzostwo kraju w latach 2004 i 2005 oraz jeden raz zdobył Puchar Zimbabwe w 2004 roku. W 2007 roku grał w Shabanie Mine FC i w jego barwach zakończył karierę.

## Kariera reprezentacyjna
W reprezentacji Zimbabwe Chitembwe zadebiutował w 1995 roku. W 2006 roku był w kadrze Zimbabwe na Puchar Narodów Afryki 2006, ale nie rozegrał tam żadnego spotkania.